# The Only Way Is Up
The Only Way Is Up est une chanson de disco/soul/funk écrite et composée par George Jackson et Johnny Henderson et interprétée par le chanteur américain Otis Clay, sortie en single en 1980.
Elle est ensuite incluse dans l'album The Only Way Is Up tout d'abord sorti au Japon en 1982, puis aux États-Unis en 1985.
Elle devient un succès international en 1988 avec sa reprise dans le genre house music par la chanteuse britannique Yazz.

## Version de Yazz
Singles de Yazz and the Plastic Population
Doctorin' the House (avec Coldcut)
(1988) Stand Up for Your Love Rights
(1988)
Clip vidéo
[vidéo] « The Only Way Is Up », sur YouTube
The Only Way Is Up interprétée par la chanteuse britannique Yazz sort en single le 11 juillet 1988 (sous le nom de Yazz and the Plastic Population). La chanson est extraite de l'album Wanted.
Elle se classe en tête des ventes dans plusieurs pays.

### Historique
Cette reprise de The Only Way Is Up est produite par le duo britannique de musique électronique Coldcut, avec qui Yazz avait déjà enregistré le titre d'acid house Doctorin' the House (en) (crédité à Coldcut featuring Yazz and the Plastic Population) qui avait rencontré le succès lors de sa sortie en février 1988,,.
La nouvelle collaboration entre la chanteuse et Coldcut dépasse largement le succès de Doctorin' the House. En effet, la chanson se classe numéro un dans plusieurs pays dont le Royaume-Uni où elle réalise la deuxième meilleure vente de l'année avec 630 000 exemplaires écoulés,. Parmi les titres de house music qui déferlent à cette époque sur le Royaume-Uni, s'inscrivant dans le Second Summer of Love, The Only Way Is Up est ainsi celui qui obtient le plus grand succès commercial,.
En Australie, la chanson reste dans le classement officiel des ventes pendant 23 semaines dont 14 dans le top 10. Aux États-Unis, c'est essentiellement en discothèque qu'elle devient un tube, avec une 2e place dans le Hot Dance Club Songs, alors que dans le Billboard Hot 100, elle ne dépasse pas la 96e place.
The Only Way Is Up interprétée par Yazz est utilisée comme générique de la série télévisée britannique The Only Way Is Essex, diffusée pour la première fois en 2010. Les acteurs de la série enregistrent même leur version, sortie en décembre 2011 sur un single partagé avec une reprise de Last Christmas. 

### Classements hebdomadaires
| Classement (1988)                      | Meilleure position |
| -------------------------------------- | ------------------ |
| Allemagne (GfK Entertainment)          | 3                  |
| Australie (ARIA)                       | 2                  |
| Autriche (Ö3 Austria Top 40)           | 5                  |
| Belgique (Flandre Ultratop 50 Singles) | 1                  |
| États-Unis (Billboard Hot 100)         | 96                 |
| États-Unis (Hot Dance Club Songs)      | 2                  |
| France (SNEP)                          | 4                  |
| Irlande (IRMA)                         | 1                  |
| Italie (FIMI)                          | 15                 |
| Norvège (VG-lista)                     | 5                  |
| Nouvelle-Zélande (RMNZ)                | 1                  |
| Pays-Bas (Nederlandse Top 40)          | 1                  |
| Pays-Bas (Single Top 100)              | 1                  |
| Royaume-Uni (UK Singles Chart)         | 1                  |
| Suède (Sverigetopplistan)              | 1                  |
| Suisse (Schweizer Hitparade)           | 2                  |

### Certifications
| Pays              | Certification | Unités certifiées |
| ----------------- | ------------- | ----------------- |
| Australie (ARIA)  | Or            | 35 000            |
| Royaume-Uni (BPI) | Or            | 500 000           |